# Waiwaswata Manu
Waiwaswata Manu (dewanagari: वैवस्वत) – w hinduizmie syn boga Słońca Wiwaswana, którego Kryszna wprowadził w nauki Bhagawadgity, zanim później wyłożył je Ardźunie. Ludzkość to potomkowie tego Manu. Waiwaswata Manu miał dziesięciu synów: Ikszwaku, Nabhaga, Dhriszta, Śarjati, Narisjanta, Nabhaga, Diszta, Karusza, Prisadhra i Wasuman. Na początku panowania Waiwaswata Manu pojawił się Awatar Wisznu jako Matsja (gigantyczna ryba). Uczył się on zasad Bhagawadgity od swojego ojca Wiwaswana, boga Słońca, i sam następnie pouczył o nich swojego syna Maharaję Ikszwaku. Na początku Treta jugi bóg Słońca nauczył bhakti Manu, a Manu z kolei nauczył jej Ikszwaku dla dobra całego ludzkiego społeczeństwa.